# Hypselodoris roo
Hypselodoris roo (лат.) — вид ярко окрашенных брюхоногих моллюсков семейства Chromodorididae из отряда голожаберных (Nudibranchia). Обитают в Индо-Тихоокеанской области.
Название происходит от имени кенгуру Крошки Ру (Roo), персонажа книг Алана Милна про «Винни-Пуха».

## Таксономия
Вид был впервые описан в 2018 году под названием Hypselodoris roo Gosliner & Johnson, 2018. Название происходит от имени кенгуру Крошки Ру (Roo), персонажа книг Алана Милна про «Винни-Пуха»), дочери Кенга, в честь которой позднее будет назван другой вид Hypselodoris kanga и с которым их часто путают.

## Описание
Этот вид может достигать общей длины не менее 45 мм.
Hypselodoris roo часто путают с видом Hypselodoris kanga. У него белое тело, покрытое крупными жёлтыми пятнами и более мелкими сине-чёрными пятнами. Темно-синие пятна по краю мантии имеют рассеянный ореол ярко-синего цвета вокруг них. Жабры имеют линии по внешним краям оранжево-красного цвета и уплощенную область между ними с непрозрачными белыми пятнами. Ринофоры имеют ярко-красные клубы и красные основания. Hypselodoris confetti' почти идентичен этому виду, но имеет жёлтые пятна на внешних жаберных поверхностях, которые окаймлены линиями, переходящими от сине-фиолетовых у основания к красным на кончиках

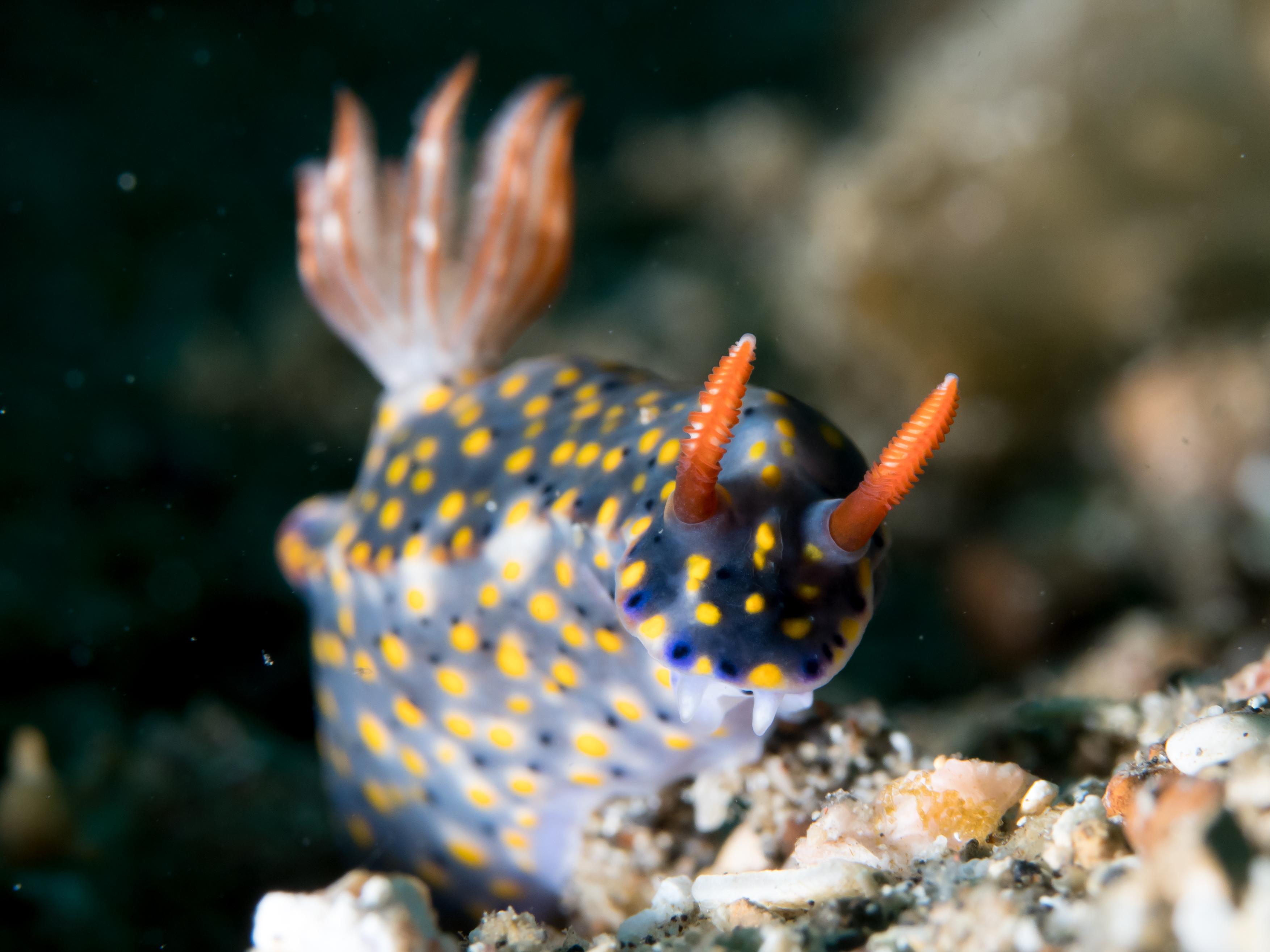

## Распространение
Этот голожаберный моллюск был описан из Mainit Bubbles, полуостров Калумпан, Мабини (Батангас, Лусон, Филиппины, 13,68802°N, 120,95809°E 13°41′17″ с. ш. 120°57′29″ в. д.). О нем также сообщается из Индонезии.